# Fissidens closteri
Fissidens closteri là một loài Rêu trong họ Fissidentaceae. Loài này được Austin mô tả khoa học đầu tiên năm 1874.